# Ardersier
Ardersier, schottisch-gälisch Aird nan Saor, ehemals Campbel(l)town, ist eine Ortschaft in der schottischen Council Area Highland beziehungsweise der traditionellen Grafschaft Inverness-shire. Sie liegt rund zehn Kilometer westlich von Nairn und 16 Kilometer nordöstlich von Inverness an der Südküste des Moray Firth. Am gegenüberliegenden Ufer befinden sich Fortrose und Rosemarkie.

## Geschichte
Bereits zu prähistorischen Zeiten war die Umgebung von Ardersier besiedelt. Dies ist durch die Existenz des Ringwalls Hillhead of Ardessier belegt. Aus dem Mittelalter stammt ein Befestigungswerk am Nordrand der Ortschaft. Ebenfalls im Mittelalter besaß der Templerorden ein Landstück am Ostrand des heutigen Ardersier. Er unterhielt dort eine Festung, deren Reste heute denkmalgeschützt sind.
Die ehemalige Templerbesitzung gelangte in den Besitz der Leslies. 1626 erwarben die Campbells of Cawdor das Anwesen. Um diese Zeit gründeten die Campbells die Ortschaft, die sie Campbelltown (nicht zu verwechseln mit Campbeltown) nannten. Campbelltown wurde unter John Campbell, 1. Baron Cawdor in den Stand eines Burghs of Barony erhoben. Das Kap Ardersier Point nördlich von Ardersier ist von militärstrategischer Bedeutung, da es mit dem gegenüberliegenden Chanonry Point die engste Stelle des Moray Firths markiert. Aus diesem Grund wurde im Nachklang des Jakobitenaufstands 1745 die Festung Fort George an dieser Stelle errichtet. In den 1880er Jahren wurde Ardesier als Fischerort beschrieben, der mit seinen acht Hotels auch ein Reiseziel für Badegäste im Sommer ist.
Zwischen 1841 und 1881 wuchs die Einwohnerzahl von Ardersier von 716 auf 882. Mit Ausnahme eines Einbruchs 2001 stieg die Einwohnerzahl ab 1961 von 928 auf 1150.

## Verkehr
Seit dem Mittelalter bestand eine Fährverbindung zwischen Ardersier Point und Chanonry Point auf der Black Isle. Die B9006 bildet die Hauptverkehrsstraße Ardersiers. Sie bindet die Ortschaft an die südlich verlaufende A96 an. Die B9006 wurde als Heeresstraße eingerichtet, die bis nach Ardesier führte. Im 19. Jahrhundert wurde eine zweite Heeresstraße von Ardesier nach Nairn gebaut. 1890 richtete die Highland Railway eine kurze Stichbahn zum Fort George ein. Der in Ardersier gelegene Bahnhof Fort George war zwischen Juli 1899 und April 1943 in Betrieb. Rund drei Kilometer südwestlich der Ortschaft befindet sich der internationale Flughafen Inverness.